# Kantoni Švice
26 kantonov (francosko cantons, italijansko cantoni, retoromansko chantuns, v nemško govoreči Švici tradicionalno Stand, oziroma v francosko govoreči Švici – Romandie - tudi état) so zvezne države članice Švicarske konfederacije. Izraz kanton je bil prvič uporabljen leta 1475 v Freiburškem aktu.

## Politični sistem
Vsak kanton ima svojo ustavo in svoje zakonodajne, izvršne in sodne oblasti. Vsi kantoni imajo enodomni parlament (Veliki svet, Kantonalni svet, Deželni svet, Parlament, tudi Kantonalni parlament). Odvisno od kantona ima ta od 49 do 180 poslanskih sedežev. Kantonalno vlado (vladni svet, vlada, državni svet, odbor za poklicno etiko) sestavlja pet ali sedem članov, odvisno od kantona. Vsak kanton ima dvotirni sistem sodišč (prva stopnja: okrožno sodišče, okrožno sodišče, kantonalno sodišče, okrožno sodišče, regijsko sodišče, regijsko sodišče, kazensko sodišče, civilno sodišče; druga stopnja: višje sodišče, kantonsko sodišče, pritožbeno sodišče), pred katerim je arbitražni organ (mirovni sodnik, urad za mediacijo).
Vsa vladna področja, ki jih Švicarska zvezna ustava ne dodeli Konfederaciji ali jih ureja zvezni zakon, spadajo v pristojnost kantonov, na primer kantonalni zakon o državni in upravni organizaciji, šolski sistem, socialna pomoč, gradbeni zakon, policija, javni notar, kantonalni in komunalni davčni zakon, v veliki meri tudi zdravstveno varstvo, zakon o načrtovanju, sodna ustava in drugi. Tako zvezna vlada kot kantoni imajo na mnogih področjih pristojnosti. Tako kot nemške države so tudi kantoni izpeljani subjekti mednarodnega prava in lahko v okviru svojih pristojnosti sklepajo državne pogodbe med seboj (tako imenovani konkordati) ali s tujino.
Kantoni svojim občinam podelijo določeno stopnjo avtonomije. Ta je po navadi v vzhodni Švici večja kot v zahodni.
V dveh kantonih - Glarus in Appenzell Innerrhoden - ljudje sprejemajo kantonalne zakone na srečanju vseh državljanov, podeželske skupnosti. V kantonu Appenzell Innerrhoden so na Landsgemeinde izvoljeni tudi člani kantonalne vlade in kantonalna sodišča. V vseh drugih kantonih potekajo volitve in glasovanje na volilnih skrinjicah.

## Zgodovina

### Izvor besed in drugi izrazi
Izraz kanton za člana Konfederacije je prvič dokumentiran leta 1475  ali 1467 v Fribourgu. Ker cantone v severni Italiji že od 11. stoletja pomeni 'del države', Walther von Wartburg domneva, da so besedo v današnjo zahodno Švico prinesli langobardski trgovci, kjer so jo nato sprejeli kot kanton v nemščini in kot canton v francoščini. Italijanski kanton je povečana oblika canto, kar pomeni 'vogal, rob, kot, kos, del'. Canto pa izhaja iz latinske canthus 'platišče kolesa', galskega izvora, iz proto-keltskih *kantos ('vogal, platišče').
Pred in ob besedi kanton - ta je v nemško govoreči Švici postajal vse bolj priljubljen od 17. stoletja in je postal uraden leta 1798 - je bilo in obstaja še več imen za člane Švicarske konfederacije.
- Najzgodnejše uradno ime je bilo »Stett in Lender«. Zemljišča so v nekaterih kantonih ohranjena v »Landsgemeinde«, »Landrat«, »Landammann«, »Land (es) statthalter«, »Landschreiber«, »Landgericht«, »Landesarchiv« ali »Landesbibliothek«.
- »Ort«, skupen izraz za »mesto« in »dežela«, je bil prvič najden leta 1426 v resoluciji sveta v Zürichu. Živi v zgodovinskem smislu »osemčlanska« in »trinajstčlanska konfederacija«.
- »Stand« [6] (francosko État) se je v 16. stoletju pojavilo kot nevtralen izraz za »mesto« in »deželo«, svoj vrhunec pa je doseglo v 18. stoletju. Danes beseda zveni arhaično, vendar jo lahko najdemo v kombinacijah, kot sta »Ständemehr« in »Ständerat« na zvezni ravni, pa tudi v »Standeskommission«, »Standeskommission«, »Standeskommission« v uradnem jeziku nekaterih kantonov.
- »Staat« [7] (v francoščini tudi État) je latinsko nasprotje Stand. Širše se za kantone uporablja šele po letu 1800 in se zdaj uporablja v številnih izrazih, kot so »Staatsanwalt« - javni tožilec, »Staatsarchiv« - državni arhiv , »Staatsbeitrag« - državni prispevek, »Staatskanzlei« - državna pisarna, »Staatspersonal« - državno osebje, »Staatsrat« - državni svet, »Staatsschreiber« - državni uradnik, »Staatssteuer« - državni davek, »Staatsstrasse« - državna cesta, so pogosti.

### Stara konfederacija
Tako imenovani prakantoni, ki naj bi ustanovili Konfederacijo z zveznim pismom iz leta 1291, so  Waldstätte Uri, Schwyz in Unterwalden. V stari konfederaciji so kantone pogosto imenovali Orte (kraj, mesto). Zato se v zvezi s širitvenimi fazami Švice govori o osmih starih Orten in trinajstih starih Orten (ali osemmestni in trinajstmestni konfederaciji). Zavezniki, ki niso bili polnopravni člani Konfederacije, so bili določeni kot pridruženi kraji (zugewandte Orte). Polnopravne članice in še bolj pridruženi kraji Konfederacije, so bile še vedno neodvisne države.

### Helvetika
V Helvetski republiki (1798–1803) se je izraz kanton manj uporabljal. V novonastali enotni državi so bili kantoni zgolj upravna okrožja brez avtonomije oz. posebnih pravic. Razmejitev je bila spremenjena, da bi ustvarili približno enako velike kantone in razbili stari red. Posledica tega so bili tudi kratkotrajni kantoni Säntis, Linth, Waldstätte, Oberland, Baden, Lugano in Bellinzona, od leta 1802 pa eno leto kanton Fricktal.

### Posredovanje, obnova, regeneracija
Z aktom o mediaciji iz leta 1803 se je število kantonov povečalo na 19, z dunajskim kongresom leta 1815 pa na 22. Pridruženi kraji, kot so republika Gersau, območje opatije Engelberg in drugi, so bili posameznim kantonom dodani proti njihovi volji. Leta 1833 se je kanton Basel-Landschaft v oboroženem spopadu ločil od kantona Basel-Stadt, hkrati pa se je kanton Ausserschwyz ločil od središča Schwyza (vendar to ni trajalo). Zadnje sledi teritorialne dodelitve dunajskega kongresa do danes so bile demokratično razčiščene leta 1979 z ustanovitvijo kantona Jura in leta 1994 s prenosom bernskega upravnega okrožja Laufen v kanton Basel-Landschaft, oba odcepljena iz kantona Bern; prihodnost bernske Jure bi lahko spet privedla do sprememb.

### Država leta 1848
Ko je bila leta 1848 ustanovljena zvezna država, je bila suverenost kantonov omejena, področja, kot so zunanja politika, carine, valute in poštne storitve, pa so bila prenesena na zvezno oblast. Z industrializacijo in gospodarsko rastjo je postajalo državno življenje vse bolj zapleteno, zaradi česar je bila potrebna nadaljnja centralizacija in poenotenje materialnega prava na področjih, kot so civilno pravo, kazensko pravo, trgovinsko in gospodarsko pravo. Danes so področja, na katerih lahko kantoni še vedno avtonomno upravljajo, precej omejena. Vse pogosteje se govori o »izvršilnem federalizmu«.

## Struktura

### Število
Danes je število kantonov 26, včasih še vedno 23. Razlog je v tem, da šest kantonov (Obwalden, Nidwalden, Appenzell Innerrhoden, Appenzell Ausserrhoden, Basel-Stadt in Basel-Landschaft) iz zgodovinskih razlogov še vedno včasih imenujejo polkantoni. Od popolne revizije zvezne ustave leta 1999 veljajo za kantone s polovico strokovnega glasu.  To razlikovanje je pomembno le za sestavo državnega sveta in število stanov in ne vpliva na notranjo avtonomijo.

### Zaporedje
Uradni red kantonov (glej seznam spodaj), kot se pojavlja v 1. členu zvezne ustave, sega v čas pred ustanovitvijo zvezne države. Najprej so poimenovani trije iz obdobja med 1815 in 1848, ki jim sledijo drugi kantoni po vrstnem redu, po katerem so se pridružili.

## Spremembe obstoja in ozemlja kantonov
Člen 53 prvi odstavek BV se glasi: »Konfederacija ščiti obstoj in ozemlje kantonov«. Prizadevanja za spremembo prebivalstva in območja morajo potekati v ustavno urejenih postopkih.
Sprememba obstoja kantonov je mogoča v različnih oblikah:
- Vzpostavitev novega kantona iz delov obstoječega kantona. Edina prijava od leta 1848: Ločitev treh upravnih okrožij Severna Jura od kantona Bern in ustanovitev novega kantona Jura 1. januarja 1979.
- Kantonalne združitve. Dva poskusa ponovne združitve kantonov Basel-Stadt in Basel-Landschaft sta propadla v letih 1969 in 2014; v vsakem primeru je bil sprejet na kantonalnem referendumu kantona Basel-Stadt, kanton Basel-Landschaft pa ga je zavrnil. V kantonih Vaud in Ženeva so bile 2. junija 2002 zavrnjene ljudske pobude za združitev obeh kantonov.
- Sprejem tujega območja kot kantona. 11. maja 1919 je na avstrijskem Vorarlbergu na referendumu za začetek pogajanj o pristopu v Švico 81 odstotkov volivcev glasovalo za ta projekt. Ta prizadevanja so v Švici sprožila mešane odzive [8]; formalni postopek nadaljnjega spremljanja ni bil sprožen. Pogodba iz Saint-Germaina med zmagovalnimi silami prve svetovne vojne in Avstrijo, podpisana 10. septembra 1919, je v členu določala sedanjo mejo kot mejo med Avstrijo in Švico.
- Odstranitev kantona iz zvezne vlade (se ne uporablja).

V skladu z drugim odstavkom člena 53 BV spremembe kantonov najprej zahtevajo soglasje prizadetega prebivalstva, to je volivcev območja, ki ga je sprememba prizadela. Postopek temelji na kantonalni zakonodaji (v primeru ločitve Jure od kantona Bern so glasovali v sedmih okrožjih Jura). Takoj ko je ta zahteva izpolnjena, morajo zadevni kantoni dati soglasje. Ko je to storjeno, zvezna skupščina na referendum predloži potrebno spremembo zvezne ustave v obliki zvezne resolucije, za katero je obvezen referendum; ljudje in kantoni se morajo strinjati.
Spremembe na ozemlju kantonov so spremembe občine ali okrožja iz enega kantona v drugega. Okrožje Laufen se je iz kantona Bern preselilo v kanton Basel-Landschaft 1. januarja 1994, občina Vellerat 1. julija 1996 iz kantona Bern v kanton Jura in občina Clavaleyresa naj bi bil datiran 1. januarja 2022 Spremeni kanton Bern v kanton Fribourg. Predpogoji za spremembo ozemlja so enaki kot za spremembo prebivalstva, s to razliko, da od začetka veljavnosti zvezne ustave leta 1999 zvezna skupščina odloča v obliki zvezne resolucije, za katero velja le neobvezni referendum (člen 53 (3) BV). Pred tem, torej za spremembo kantona iz Vellerata in okrožja Laufen, je bil v teh primerih potreben tudi obvezen referendum s soglasjem prebivalcev in kantonov.
Mejne prilagoditve, o teritorialnih spremembah tehnične narave brez političnega pomena se lahko kantoni dogovorijo brez soglasja zvezne vlade (četrti odstavek člena 53 BV).

## Seznam
Kantoni so razvrščeni v vrstnem redu, enakem kot v zvezni ustavi. 
| Okr. | Grb | Kanton                         | Pridru- žitev     | Glavno mesto       | Površina (km²) | Prebivalstvo (2022) | Št. občin | Uradni jezik(i)                                      |
| ---- | --- | ------------------------------ | ----------------- | ------------------ | -------------- | ------------------- | --------- | ---------------------------------------------------- |
| ZH   |     | Zürich                         | 1351              | Zürich             | 1728,94        | 1.579.967           | 160       | nemščina                                             |
| BE   |     | Bern (Berne)                   | 1353              | Bern               | 5958,50        | 1.051.437           | 335       | nemščina, francoščina                                |
| LU   |     | Luzern                         | 1332              | Luzern             | 1493,52        | 424.851             | 80        | nemščina                                             |
| UR   |     | Uri                            | 1291              | Altdorf            | 1076,53        | 37.317              | 19        | nemščina                                             |
| SZ   |     | Schwyz                         | 1291              | Schwyz             | 907,88         | 164.920             | 30        | nemščina                                             |
| OW   |     | Obwalden                       | 1291              | Sarnen             | 490,58         | 38.700              | 7         | nemščina                                             |
| NW   |     | Nidwalden                      | 1291              | Stans              | 275,85         | 44.420              | 11        | nemščina                                             |
| GL   |     | Glarus                         | 1352              | Glarus             | 685,31         | 41.471              | 3         | nemščina                                             |
| ZG   |     | Zug                            | 1352              | Zug                | 238,73         | 131.164             | 11        | nemščina                                             |
| FR   |     | Fribourg (Freiburg)            | 1481              | Fribourg           | 1672,43        | 334.465             | 126       | francoščina, nemščina                                |
| SO   |     | Solothurn                      | 1481              | Solothurn          | 790,46         | 282.408             | 106       | nemščina                                             |
| BS   |     | Basel-Stadt                    | 1501              | Basel              | 36,95          | 196.786             | 3         | nemščina                                             |
| BL   |     | Basel-Landschaft               | 1501              | Liestal            | 517,67         | 294.417             | 86        | nemščina                                             |
| SH   |     | Schaffhausen                   | 1501              | Schaffhausen       | 298,42         | 85.214              | 26        | nemščina                                             |
| AR   |     | Appenzell Ausserrhoden         | 1513              | Herisau (de facto) | 242,84         | 55.759              | 20        | nemščina                                             |
| AI   |     | Appenzell Innerrhoden          | 1513              | Appenzell          | 172,48         | 16.416              | 5         | nemščina                                             |
| SG   |     | St. Gallen                     | 1803              | St. Gallen         | 2028,20        | 525.967             | 105       | nemščina                                             |
| GR   |     | Graubünden (Grigioni/Grischun) | 1803              | Chur               | 7105,30        | 202.538             | 101       | nemščina, retoromanščina, italijanščina              |
| AG   |     | Aargau                         | 1803              | Aarau              | 1403,80        | 711.232             | 197       | nemščina                                             |
| TG   |     | Thurgau                        | 1803              | Frauenfeld         | 994,33         | 289.650             | 80        | nemščina                                             |
| TI   |     | Ticino                         | 1803              | Bellinzona         | 2812,15        | 354.023             | 106       | italijanščina                                        |
| VD   |     | Vaud                           | 1803              | Lozana             | 3212,02        | 830.431             | 300       | francoščina                                          |
| VS   |     | Valais (Wallis)                | 1815              | Sion               | 5224,64        | 357.282             | 122       | francoščina, nemščina                                |
| NE   |     | Neuchâtel                      | 1815              | Neuchâtel          | 802,16         | 176.571             | 27        | francoščina                                          |
| GE   |     | Ženeva (Genève)                | 1815              | Ženeva             | 282,49         | 514.114             | 45        | francoščina                                          |
| JU   |     | Jura                           | 1815/ 1979        | Delémont           | 838,51         | 73.865              | 50        | francoščina                                          |
| CH   |     | Švica                          | 1848 (zv. ustava) | Bern (de facto)    | 41.290,69      | 8.815.385           | 2131      | nemščina, francoščina, italijanščina, retoromanščina |

Dvočrkovne kratice za švicarske kantone so v pogosti uporabi, npr. na avtomobilskih registrskih tablicah in na kodah ISO 3166-2 (s pridevkom »CH-«, npr. CH-SZ za kanton Schwyz).